# Charles de Lorraine-Vaudémont (1567–1607)
Charles de Lorraine-Vaudémont (ur. 1 lipca 1567 w Nancy, zm. 24 listopada 1607 tamże) – francuski kardynał.

## Życiorys
Urodził się 1 lipca 1567 roku w Nancy, jako syn Karola III Wielkiego i Klaudii Walezjuszki (jego rodzeństwem byli m.in.: Henryk i Krystyna). W młodości był kanonikiem kapituł w Trewirze, Moguncji, Kolonii i Strasburgu. 18 lipca 1578 roku został wybrany biskupem Metzu. 20 grudnia 1589 roku został kreowany kardynałem diakonem i otrzymał diakonię Sant'Agata alla Suburra. W latach 1590–1595 nie uczestniczył w żadnym z sześciu konklawe zwołanych w czasie sprawowania przez niego godności kardynalskiej. W latach 1591–1607 był legatem w księstwach Lotaryngii i Baru oraz Trzech Biskupstwach. w 1592 roku katolicka kapituła katedralna wybrała go biskupem Strasburga, podczas gdy luterańska kapituła obrała na to stanowisko Jana Jerzego Hohenzollerna. Wywiązał się konlflikt zbrojny dotyczący kontroli nad diecezją i trwał do 1604 roku, kiedy duchowny protestancki zrezygnował, a kardynał został jedynym, prawowitym biskupem, uznawanym przez obie kapituły. Zmarł 24 listopada 1607 roku w Nancy.